# Omeljan Pricak
Omeljan Josipovič Pricak (ukr. Омелян Йосипович Пріцак, eng. Omeljan Pritsak); (Ukrajina, Luka, 7. travnja 1919. - SAD, Boston, 29. ožujka 2006.); je ukrajinski i međunarodni znanstvenik, povjesničar, filolog te jedna od utjecajnijih osoba na Harvardskom sveučilištu u SAD-u. Pricak je jedan od osnivača Instituta za istraživanje ukrajinske povijesti na Harvardskom sveučilištu, autor je brojnih znanstvenih djela iz ukrajinske i sovjetske povijesti.

## Biografija
Omeljan Pricak je započeo svoje školovanje u gradu Ljvivu, koji se tada nalazio u sklopu Poljske. U isto vrijeme posjećuje i veže se za "Znanstveno društvo Taras Ševčenko" prilikom čega posjećuje opširna predavanja Ivana Kripjakeviča o ukrajinskoj povijesti. Nakon sovjetskog pripajanja Ljviva istočnom djelu Ukrajine, Pricak se seli u Kijev, a nakon Drugog svjetskog rata seli se na Zapad. Nastavlja studiranje u Berlinu i Göttingenu.

## Vanjske poveznice
- Stranice Omeljana Pritsaka na Sveučilištu Harvard
- Stranice posvećene Omeljanu Pricaku na Kijevskom sveučilištu (ukr.)  Arhivirana inačica izvorne stranice od 28. rujna 2007. (Wayback Machine)
- Biografija Omeljana Pricaka (ukr.)  Arhivirana inačica izvorne stranice od 27. studenoga 2010. (Wayback Machine)